# Național 24 Plus
Național 24 Plus (în trecut ca N24 (2004-2009), și apoi N24 Plus (2009-2011)) este o televiziune particulară comercială, de divertisment, care difuzeazǎ producții de la Național TV, dar și producții proprii, fiind deținută de Centrul Național Media. 
A fost înființat pe 1 septembrie 2004, ca N24, o televiziune de știri.
Pe 12 decembrie 2009, N24 a devenit N24 Plus, un canal generalist, iar din 1 octombrie 2011, a devenit Național 24 Plus, difuzând 50%, din emisiunile, filmele și serialele de pe postul Național TV, lăsând cele 50% din producții proprii. 
Național 24 Plus este deținut de frații Viorel și Ioan Nicula, acționarii majoritari ai European Drinks, și se recepționeazǎ pe toate rețele de cablu din România.
Pe data de 1 martie 2022, la aproape 18 ani de la lansare, Național 24 Plus a trecut complet la formatul 16:9, în cursul nopții. Astfel că, publicitatea este acum difuzată cu sigla în 16:9, iar promo-urile canalului și reclamele de la seriale și emisiuni, sunt difuzate complet în formatul 16:9, eliminând definitiv barele negre sus-jos.